# طب سنتی مغولی
طب سنتی مغولی طی سالیان متمادی در میان مردم مغولستان توسعه یافت. عمل پزشکی مغولی در سراسر امپراتوری آن‌ها گسترش یافت و به دلیل سبک زندگی عشایری که سبک زندگی متحرکی بود، به بخشی از سیستم‌های پزشکی مردم دیگر نیز تبدیل شد.

## تاریخچه
مغول‌ها بخشی از شبکه‌ای از مردم اوراسیا بودند که دانش پزشکی خود را توسعه داده بودند، از جمله چینی‌ها، کره‌ای‌ها، تبتی‌ها، هندی‌ها، اویغورها، مسلمانان و نسطوریان. آن‌ها دانش پزشکی این افراد را گرفتند و آن را برای توسعه سیستم پزشکی خود با دانش خودشان تطبیق دادند. مغول‌ها در سفرهای خود به سراسر آسیا تیمی از پزشکان را همراه خود می‌بردند. این پزشکان که معمولاً خارجی بودند، دانش پزشکی را از سایر مردم آسیا به دربار مغول آورده بودند. آن‌ها در سفرهایی که شاهزادگان مغول را همراهی می‌کردند، سه هدف را دنبال می‌کردند. اولین هدف آن‌ها این بود که در صورت نیاز به مراقبت پزشکی، پزشک شخصی شاهزادگان باشند. دوم مشاهده و به دست آوردن هر گونه دانش پزشکی جدید از گروه‌های مختلف مردم بود که با آن‌ها مواجه می‌شدند. در نهایت، آن‌ها همچنین باید دانش پزشکی را که مغول‌ها جمع‌آوری کرده بودند به مردمانی که با آن‌ها برخورد می‌کردند، یاد می‌دادند و این دانش را گسترش می‌دادند. مغول‌ها همچنین به دلیل سبک زندگی متحرکی که داشتند می‌توانستند دانش جدید یا پیشرفته‌تری در موضوعاتی مانند استخوان‌بندی و درمان زخم‌های جنگی ارائه دهند. مغول‌ها اولین مردمی بودند که بین رژیم غذایی و سلامتی ارتباط برقرار کردند.

## شیوه‌های درمانی

### خون حیوانات
از خون حیوانات برای درمان انواع بیماری‌ها از نقرس گرفته تا از دست دادن خون استفاده می‌شد. در یوان شیه ثبت شده است در حوادث زیادی از خون یک حیوان تازه کشته شده، معمولاً یک گاو، برای درمان بیماری استفاده می شده است. نقرس که از بیماری‌های رایج مردم مغول بود، با فرو بردن قسمت بدن مبتلا در شکم گاو تازه کشته شده درمان می‌شد. قرار دادن شخص در شکم حیوان به عنوان روشی برای انتقال خون نیز مورد استفاده قرار می‌گرفت. در میدان نبرد، وقتی سربازی به دلیل از دست دادن خون زیاد بیهوش می‌شد، او در شکم حیوانی تازه کشته می‌گذاشتند تا دوباره به هوش می‌آمد. در موارد شدیدتر، پوست گاو تازه کشته شده با علف جویده موجود در معده گاو ترکیب می‌شد تا نوعی بانداژ و پماد برای التیام زخم‌های جنگ تشکیل شود. اعتقاد بر این بود که معده و چربی حیوان تازه کشته شده می‌تواند خون بد را جذب کند و سلامتی مجروح را بازگرداند.

### گیاهان
گیاهان پایه اصلی طب مغولی بودند. افسانه‌ها می‌گویند که هر گیاهی را می‌توان به عنوان دارو استفاده کرد. از یک امچی نقل شده است که:
همه گل‌هایی که پروانه‌ها روی آن‌ها می‌نشینند، دارویی آماده برای بیماری‌های مختلف هستند. می‌توان بدون هیچ تردیدی چنین گل‌هایی را خورد. گلی که پروانه روی آن نمی‌نشیند سمی است، اما اگر همین گل به درستی ترکیب شود می‌تواند به عنوان دارو مصرف شود.

### آب
یکی از جنبه‌های طب مغولی استفاده از آب به عنوان دارو است. آب از هر منبعی از جمله دریا جمع‌آوری می‌شد و سال‌ها ذخیره می‌شد تا آماده استفاده شود. گفته می‌شود که اسیدیته و سایر ناراحتی‌های معده قابل درمان با آب هستند.